# 濮陽市
濮陽市（ぼくようし）は、中華人民共和国河南省に位置する地級市。

## 地理
河南省の北東部に位置し、安陽市、新郷市、河北省、山東省に接する。

## 歴史
1983年9月1日に濮陽市（地級市）が設立。

## 行政区画
1市轄区・5県を管轄下に置く。
- 市轄区:
  - 華竜区
- 県:
  - 濮陽県・清豊県・南楽県・范県・台前県

| 濮陽市の地図                            |
| --------------------------------------- |
| 華竜区 清豊県 南楽県 范県 台前県 濮陽県 |

### 年表
この節の出典

#### 平原省濮陽専区
- 1949年10月1日 - 中華人民共和国平原省濮陽専区が成立。濮陽県・内黄県・清豊県・南楽県・濮県・范県・観城県・朝城県・滑県・長垣県・封丘県・濮陽城関区が発足。(11県1区)
- 1950年 - 濮陽城関区が濮陽県に編入。(11県)
- 1952年11月15日 - 平原省の分割により、河南省濮陽専区となる。

#### 河南省濮陽専区
- 1952年11月15日 - 平原省の分割により、平原省濮陽専区が河南省濮陽専区となる。(7県)
  - 濮県・范県・朝城県・観城県が山東省聊城専区に編入。
- 1954年6月21日 
  - 長垣県・封丘県が新郷専区に編入。
  - 濮陽県・滑県・内黄県・清豊県・南楽県が安陽専区に編入。

#### 濮陽市
- 1983年9月1日 - 安陽地区濮陽県が地級市の濮陽市に昇格。郊区を設置。(1区7県)
  - 安陽地区内黄県・滑県・清豊県・南楽県・長垣県・范県・台前県を編入。
- 1985年12月30日 - 郊区の一部が分立し、市区が発足。(2区7県)
- 1986年1月18日 (2区4県)
  - 滑県・内黄県が安陽市に編入。
  - 長垣県が新郷市に編入。
- 1987年4月20日 - 郊区が県制施行し、濮陽県となる。(1区5県)
- 2002年12月25日 - 市区が華竜区に改称。(1区5県)
- 2005年7月27日 - 清豊県の一部が華竜区に編入。(1区5県)

## 交通
鉄道
- 済鄭高速鉄道（中国語版） - 濮陽東駅（中国語版）
- 瓦日線（中国語版） - 濮陽駅（中国語版）

道路
- 大広高速道路
- 鶴濮高速道路
- 南林高速道路
- 徳商高速道路
- 范台梁高速道路

## 名勝古跡
- 戚城文物景区
- 西水坡遺跡
- 濮上園
- 中原緑色荘園
- 濮陽海洋館
- 世錦園
- 濮陽黃河水利風景區
- 倉頡陵
- 八都坊
- 子路墳（仲由墓）
- 學堂崗聖廟